# Canton de Provins
Le canton de Provins est une division administrative française, située dans le département de Seine-et-Marne et la région Île-de-France.
À la suite du redécoupage cantonal de 2014, les limites territoriales du canton sont remaniées. Le nombre de communes du canton passe de 15 à 82.

## Représentation

### Conseillers généraux de 1833 à 2015
| Période | Période      | Identité                                   | Étiquette             | Qualité |
| ------- | ------------ | ------------------------------------------ | --------------------- | --- |
| 1833    | 1836         | Étienne Auguste Gervais                    | Centre                | Notaire, maire de Provins (1828-1831) Député (1837-1842)                                                        |
| 1836    | 1848 (décès) | Germain Vincent Simon                      |                       | Ancien sous-préfet, député (1842)                                                                               |
| 1848    | 1867 (décès) | Étienne François Marie Boby de la Chapelle |                       | Ancien préfet, propriétaire à Provins                                                                           |
| 1867    | 1871         | Louis Germain Michaud                      |                       | Propriétaire et négociant à Provins (maire en 1848)                                                             |
| 1871    | 1881 (décès) | Louis Sallard                              | Républicain           | Avocat, maire de Poigny Député (1876-1881)                                                                      |
| 1882-   | 1895         | Auguste Lamour                             | Républicain           | Adjoint puis maire de Provins (1882-1908)                                                                       |
| 1895    | 1901         | Victor Le Bailly                           | Républicain de droite | Propriétaire à Provins, ancien conseiller d'arrondissement                                                      |
| 1901    | 1913 (décès) | Lucien-Adrien Munaut                       | Républicain radical   | Industriel, ancien président du tribunal de commerce Maire de Provins (1908-1912), conseiller d'arrondissement  |
| 1913    | 1937         | Claude Merlin                              | RG                    | Médecin à Provins                                                                                               |
| 1937    | 1940         | Roger Benenson                             | PC-SFIC               | Chef ouvrier aux dérivations de la Ville de Paris Député (1936-1940), Les Ormes-sur-Voulzie Mort pour la France |
|         |              |                                            |                       | |
| 1943    | 1944         | Lucien Osselin                             |                       | Industriel, maire de Provins (1941-1953) Nommé conseiller départemental en 1943                                 |
|         |              |                                            |                       | |
| 1945    | 1955         | Alfred de Saint-Gilles                     | SFIO                  | Instituteur retraité Maire de Sainte-Colombe                                                                    |
| 1955    | 1967         | Léon Henry                                 | DVD                   | Opticien Maire de Provins (1953-1963)                                                                           |
| 1967    | 1979 (décès) | Léon Papillon                              | DVD                   | Adjoint au maire de Provins                                                                                     |
| 1979    | 1985         | Jean Valentin                              | PCF                   | Professeur certifié de mathématiques Conseiller municipal de Provins                                            |
| 1985    | 1992         | Élie Depret                                | RPR                   | Adjoint au maire de Provins                                                                                     |
| 1992    | 1998         | René Caro                                  | DVD                   | Chef d'entreprise Maire de Saint-Brice (1981-1996)                                                              |
| 1998    | 2015         | Bertrand Caparroy                          | PS                    | Enseignant Vice-président du conseil général Ancien conseiller municipal de Provins                             |

### Conseillers d'arrondissement (de 1833 à 1940)
Le canton de Provins avait deux conseillers d'arrondissement.
| Période                                  | Période          | Identité                                   | Étiquette                     | Qualité |
| ---------------------------------------- | ---------------- | ------------------------------------------ | ----------------------------- | --- |
| 1833                                     | 1842 (décès)     | Émile Bourquelot                           |                               | Maire de Provins (1831-1842)                                                                                |
| 1833                                     | 1855             | M. Signoret père                           |                               | Meunier, maire de Sainte-Colombe                                                                            |
| 1842                                     | 1848             | Jean Joseph Choiselat                      |                               | Juge de paix à Provins                                                                                      |
|                                          |                  |                                            |                               | |
| 1855                                     | 1867             | Antoine Jules Auguste Signoret (1802-1892) |                               | Meunier et propriétaire à Provins                                                                           |
| 1852                                     | 1867             | Jean-Pierre-Denis Vignier                  |                               | Propriétaire à Chenoise                                                                                     |
| 1867                                     | 1871             | Étienne Bourgeat                           |                               | Juge au tribunal civil, maire de Provins (1866-1868)                                                        |
| 1867                                     | 1877             | M. Delondre                                |                               | Propriétaire à La Chapelle-Saint-Sulpice                                                                    |
| 1871                                     | 1883             | Victor Le Bailly                           |                               | Propriétaire à Provins, Président du Conseil d'arrondissement                                               |
| 1877                                     | 1891 (démission) | Louis Plessier                             | Républicain                   | Avoué à Provins                                                                                             |
| 1877                                     | 1883             | M. Larousse                                | Républicain                   | Propriétaire, maire de Chenoise                                                                             |
| 1883                                     | 1889             | Alexandre Bouvrain                         | Républicain                   | Agriculteur, maire de Chenoise                                                                              |
| 1889                                     | 1895             | Étienne Poutrot                            | Républicain                   | Cultivateur à Rouilly                                                                                       |
| 1891                                     | 1898             | Louis Auguste Prieur-Cruel                 | Radical                       | Propriétaire, conseiller municipal de Provins                                                               |
| 1895                                     | 1901             | Lucien Adrien Munaut                       | Radical                       | Industriel à Provins                                                                                        |
| 1898                                     | 1904             | Ernest Bru fils                            | Radical                       | Cultivateur, maire de Mortery                                                                               |
| 1901                                     | 1908 (décès)     | Charles-Stanislas Genneau (1843-1908)      |                               | Marchand épicier, adjoint au maire de Provins                                                               |
| 1904                                     | 1910             | Benjamin Proffit (1840-1931)               | Républicain radical puis SFIO | Maçon et cultivateur, maire de Mortery                                                                      |
| 31 mai 1908                              | 1928             | Julien Lange                               | Rad.ind                       | Fabricant de claviers, conseiller municipal de Provins                                                      |
| 1910                                     | 1928             | Alexandre Clergeot                         | Républicain démocrate         | Président de la société d'agriculture de l'arrondissement de Provins, maire de Vulaines-en-Brie             |
| 1928                                     | 1940             | Gaston Prieur                              | Radical                       | Conseiller municipal de Provins                                                                             |
| 1928                                     | 1940             | Charles Bouron                             | Radical                       | Propriétaire à Provins                                                                                      |
| 1940                                     |                  |                                            |                               | Les conseils d'arrondissement ont été suspendus par la loi du 12 octobre 1940 et n'ont jamais été réactivés |
| Les données manquantes sont à compléter. |                  |                                            |                               | |

Sources : presse de Seine-et-Marne  sur le site des archives départementales et sur Gallica.

### Conseillers départementaux à partir de 2015
| Période élective | Période élective | Mandat | Mandat   | Identité          | Nuance | Nuance | Qualité |
| ---------------- | ---------------- | ------ | -------- | ----------------- | ------ | ------ | --- |
| 2015             | 2021             | 2015   | 2021     | Olivier Lavenka   |        | LR     | Collaborateur parlementaire, adjoint puis maire (2017 → ) de Provins Président de la CC du Provinois (2017 → ) Premier vice-président chargé de l'aménagement du territoire, de la politique contractuelle et de l'agriculture |
| 2015             | 2021             | 2015   | 2021     | Sandrine Sosinski |        | LR     | Professeur d'anglais, maire de Donnemarie-Dontilly depuis 2020 |
| 2021             | 2028             | 2021   | en cours | Olivier Lavenka   |        | LR     | Conseiller sortant, 1er vice-président chargé de l'aménagement du territoire, des politiques contractuelles et de l'agriculture                                                                                                |
| 2021             | 2028             | 2021   | en cours | Sandrine Sosinski |        | LR     | Conseillère sortante |

### Résultats détaillés

#### Élections de mars 2015
À l'issue du 1er tour des élections départementales de 2015, deux binômes sont en ballottage : Olivier Lavenka et Sandrine Sosinski (UMP, 36,69 %) et Danis Pingal et Ludivine Sanchez (FN, 36,63 %). Le taux de participation est de 50,86 % (19 678 votants sur 38 692 inscrits) contre 44,94 % au niveau départemental et 50,17 % au niveau national.
Au second tour, Olivier Lavenka et Sandrine Sosinski (UMP) sont élus avec 57,82 % des suffrages exprimés et un taux de participation de 50,92 % (10 278 voix pour 19 703 votants et 38 697 inscrits).

#### Élections de juin 2021
Le premier tour des élections départementales de 2021 est marqué par un très faible taux de participation (33,26 % au niveau national). Dans le canton de Provins, ce taux de participation est de 34,62 % (13 459 votants sur 38 874 inscrits) contre 27,81 % au niveau départemental. À l'issue de ce premier tour, deux binômes sont en ballottage : Olivier Lavenka et Sandrine Sosinski (LR, 54,94 %) et Atsuko Inukai et Thomas Leconte (RN, 23,14 %).
Le second tour des élections est marqué une nouvelle fois par une abstention massive équivalente au premier tour. Les taux de participation sont de 34,36 % au niveau national, 30,02 % dans le département et 35,81 % dans le canton de Provins. Olivier Lavenka et Sandrine Sosinski (LR) sont élus avec 72,41 % des suffrages exprimés (9 190 voix pour 13 926 votants et 38 888 inscrits),,. 

## Composition

### Composition avant 2015
Le canton de Provins regroupait quinze communes.
| Nom                       | Code Insee | Codepostal | Superficie (km2) | Population (dernière pop. légale) | Densité (hab./km2) |
| ------------------------- | ---------- | ---------- | ---------------- | --------------------------------- | ------------------ |
| Provins (chef-lieu)       | 77379      | 77160      | 14,72            | 12 161 (2012)                     | 826                |
| Chalautre-la-Petite       | 77073      | 77160      | 9,37             | 594 (2012)                        | 63                 |
| Chenoise                  | 77109      | 77160      | 35,85            | 1 309 (2012)                      | 37                 |
| Cucharmoy                 | 77149      | 77160      | 12,83            | 231 (2012)                        | 18                 |
| La Chapelle-Saint-Sulpice | 77090      | 77160      | 6,37             | 228 (2012)                        | 36                 |
| Longueville               | 77260      | 77650      | 5,61             | 1 785 (2012)                      | 318                |
| Mortery                   | 77319      | 77160      | 13,20            | 164 (2012)                        | 12                 |
| Poigny                    | 77368      | 77160      | 6,02             | 493 (2012)                        | 82                 |
| Rouilly                   | 77391      | 77160      | 7,62             | 495 (2012)                        | 65                 |
| Saint-Brice               | 77403      | 77160      | 11,46            | 663 (2012)                        | 58                 |
| Saint-Hilliers            | 77414      | 77160      | 19,13            | 459 (2012)                        | 24                 |
| Saint-Loup-de-Naud        | 77418      | 77650      | 10,95            | 887 (2012)                        | 81                 |
| Sainte-Colombe            | 77404      | 77650      | 8,16             | 1 795 (2012)                      | 220                |
| Soisy-Bouy                | 77456      | 77650      | 11,34            | 808 (2012)                        | 71                 |
| Vulaines-lès-Provins      | 77532      | 77160      | 10,75            | 69 (2012)                         | 6,4                |

### Composition depuis 2015
Lors du redécoupage de 2014, le canton de Provins comprenait quatre-vingt-deux communes entières.
À la suite de la création de la commune nouvelle de Chenoise-Cucharmoy au 1er janvier 2019, le canton comprend désormais quatre-vingt-une communes entières.
| Nom                             | Code Insee | Intercommunalité          | Superficie (km2) | Population (dernière pop. légale) | Densité (hab./km2) | Modifier                                    |
| ------------------------------- | ---------- | ------------------------- | ---------------- | --------------------------------- | ------------------ | ------------------------------------------- |
| Provins (bureau centralisateur) | 77379      | CC du Provinois           | 14,72            | 11 824 (2022)                     | 803                | modifier les données · modifier les données |
| Augers-en-Brie                  | 77012      | CC du Provinois           | 13,49            | 275 (2022)                        | 20                 | modifier les données · modifier les données |
| Baby                            | 77015      | CC de la Bassée - Montois | 4,12             | 112 (2022)                        | 27                 | modifier les données · modifier les données |
| Balloy                          | 77019      | CC de la Bassée - Montois | 13,22            | 351 (2022)                        | 27                 | modifier les données · modifier les données |
| Bannost-Villegagnon             | 77020      | CC du Provinois           | 19,41            | 658 (2022)                        | 34                 | modifier les données · modifier les données |
| Bazoches-lès-Bray               | 77025      | CC de la Bassée - Montois | 22,68            | 889 (2022)                        | 39                 | modifier les données · modifier les données |
| Beauchery-Saint-Martin          | 77026      | CC du Provinois           | 27,96            | 374 (2022)                        | 13                 | modifier les données · modifier les données |
| Beton-Bazoches                  | 77032      | CC du Provinois           | 18,32            | 912 (2022)                        | 50                 | modifier les données · modifier les données |
| Bezalles                        | 77033      | CC du Provinois           | 2,66             | 224 (2022)                        | 84                 | modifier les données · modifier les données |
| Boisdon                         | 77036      | CC du Provinois           | 4,30             | 135 (2022)                        | 31                 | modifier les données · modifier les données |
| Bray-sur-Seine                  | 77051      | CC de la Bassée - Montois | 2,15             | 2 378 (2022)                      | 1 106              | modifier les données · modifier les données |
| Cerneux                         | 77066      | CC du Provinois           | 22,10            | 277 (2022)                        | 13                 | modifier les données · modifier les données |
| Cessoy-en-Montois               | 77068      | CC de la Bassée - Montois | 5,26             | 213 (2022)                        | 40                 | modifier les données · modifier les données |
| Chalautre-la-Grande             | 77072      | CC du Provinois           | 18,33            | 657 (2022)                        | 36                 | modifier les données · modifier les données |
| Chalautre-la-Petite             | 77073      | CC du Provinois           | 9,37             | 545 (2022)                        | 58                 | modifier les données · modifier les données |
| Chalmaison                      | 77076      | CC de la Bassée - Montois | 10,04            | 758 (2022)                        | 75                 | modifier les données · modifier les données |
| Champcenest                     | 77080      | CC du Provinois           | 12,46            | 197 (2022)                        | 16                 | modifier les données · modifier les données |
| La Chapelle-Saint-Sulpice       | 77090      | CC du Provinois           | 6,37             | 239 (2022)                        | 38                 | modifier les données · modifier les données |
| Châtenay-sur-Seine              | 77101      | CC de la Bassée - Montois | 13,03            | 1 049 (2022)                      | 81                 | modifier les données · modifier les données |
| Chenoise-Cucharmoy              | 77109      | CC du Provinois           | 48,68            | 1 629 (2022)                      | 33                 | modifier les données · modifier les données |
| Courchamp                       | 77134      | CC du Provinois           | 12,41            | 151 (2022)                        | 12                 | modifier les données · modifier les données |
| Courtacon                       | 77137      | CC du Provinois           | 11,88            | 244 (2022)                        | 21                 | modifier les données · modifier les données |
| Coutençon                       | 77140      | CC de la Bassée - Montois | 6,23             | 265 (2022)                        | 43                 | modifier les données · modifier les données |
| Donnemarie-Dontilly             | 77159      | CC de la Bassée - Montois | 12,07            | 2 726 (2022)                      | 226                | modifier les données · modifier les données |
| Égligny                         | 77167      | CC de la Bassée - Montois | 16,58            | 313 (2022)                        | 19                 | modifier les données · modifier les données |
| Everly                          | 77174      | CC de la Bassée - Montois | 8,76             | 570 (2022)                        | 65                 | modifier les données · modifier les données |
| Fontaine-Fourches               | 77187      | CC de la Bassée - Montois | 11,84            | 578 (2022)                        | 49                 | modifier les données · modifier les données |
| Frétoy                          | 77197      | CC du Provinois           | 6,43             | 173 (2022)                        | 27                 | modifier les données · modifier les données |
| Gouaix                          | 77208      | CC de la Bassée - Montois | 14,64            | 1 320 (2022)                      | 90                 | modifier les données · modifier les données |
| Gravon                          | 77212      | CC de la Bassée - Montois | 7,55             | 158 (2022)                        | 21                 | modifier les données · modifier les données |
| Grisy-sur-Seine                 | 77218      | CC de la Bassée - Montois | 6,57             | 115 (2022)                        | 18                 | modifier les données · modifier les données |
| Gurcy-le-Châtel                 | 77223      | CC de la Bassée - Montois | 12,59            | 563 (2022)                        | 45                 | modifier les données · modifier les données |
| Hermé                           | 77227      | CC de la Bassée - Montois | 15,90            | 634 (2022)                        | 40                 | modifier les données · modifier les données |
| Jaulnes                         | 77236      | CC de la Bassée - Montois | 15,84            | 346 (2022)                        | 22                 | modifier les données · modifier les données |
| Jouy-le-Châtel                  | 77239      | CC du Provinois           | 37,68            | 1 581 (2022)                      | 42                 | modifier les données · modifier les données |
| Jutigny                         | 77242      | CC de la Bassée - Montois | 4,60             | 542 (2022)                        | 118                | modifier les données · modifier les données |
| Léchelle                        | 77246      | CC du Provinois           | 22,05            | 577 (2022)                        | 26                 | modifier les données · modifier les données |
| Lizines                         | 77256      | CC de la Bassée - Montois | 5,77             | 178 (2022)                        | 31                 | modifier les données · modifier les données |
| Longueville                     | 77260      | CC du Provinois           | 5,61             | 1 802 (2022)                      | 321                | modifier les données · modifier les données |
| Louan-Villegruis-Fontaine       | 77262      | CC du Provinois           | 38,05            | 492 (2022)                        | 13                 | modifier les données · modifier les données |
| Luisetaines                     | 77263      | CC de la Bassée - Montois | 5,04             | 231 (2022)                        | 46                 | modifier les données · modifier les données |
| Maison-Rouge                    | 77272      | CC du Provinois           | 13,91            | 853 (2022)                        | 61                 | modifier les données · modifier les données |
| Les Marêts                      | 77275      | CC du Provinois           | 5,38             | 154 (2022)                        | 29                 | modifier les données · modifier les données |
| Meigneux                        | 77286      | CC de la Bassée - Montois | 7,76             | 234 (2022)                        | 30                 | modifier les données · modifier les données |
| Melz-sur-Seine                  | 77289      | CC du Provinois           | 18,50            | 346 (2022)                        | 19                 | modifier les données · modifier les données |
| Mons-en-Montois                 | 77298      | CC de la Bassée - Montois | 6,23             | 445 (2022)                        | 71                 | modifier les données · modifier les données |
| Montceaux-lès-Provins           | 77301      | CC du Provinois           | 15,35            | 321 (2022)                        | 21                 | modifier les données · modifier les données |
| Montigny-le-Guesdier            | 77310      | CC de la Bassée - Montois | 7,89             | 302 (2022)                        | 38                 | modifier les données · modifier les données |
| Montigny-Lencoup                | 77311      | CC de la Bassée - Montois | 20,37            | 1 362 (2022)                      | 67                 | modifier les données · modifier les données |
| Mortery                         | 77319      | CC du Provinois           | 13,20            | 139 (2022)                        | 11                 | modifier les données · modifier les données |
| Mousseaux-lès-Bray              | 77321      | CC de la Bassée - Montois | 8,67             | 672 (2022)                        | 78                 | modifier les données · modifier les données |
| Mouy-sur-Seine                  | 77325      | CC de la Bassée - Montois | 8,62             | 357 (2022)                        | 41                 | modifier les données · modifier les données |
| Noyen-sur-Seine                 | 77341      | CC de la Bassée - Montois | 12,24            | 376 (2022)                        | 31                 | modifier les données · modifier les données |
| Les Ormes-sur-Voulzie           | 77347      | CC de la Bassée - Montois | 12,22            | 862 (2022)                        | 71                 | modifier les données · modifier les données |
| Paroy                           | 77355      | CC de la Bassée - Montois | 4,25             | 184 (2022)                        | 43                 | modifier les données · modifier les données |
| Passy-sur-Seine                 | 77356      | CC de la Bassée - Montois | 4,53             | 46 (2022)                         | 10                 | modifier les données · modifier les données |
| Poigny                          | 77368      | CC du Provinois           | 6,02             | 505 (2022)                        | 84                 | modifier les données · modifier les données |
| Rouilly                         | 77391      | CC du Provinois           | 7,62             | 495 (2022)                        | 65                 | modifier les données · modifier les données |
| Rupéreux                        | 77396      | CC du Provinois           | 6,33             | 102 (2022)                        | 16                 | modifier les données · modifier les données |
| Saint-Brice                     | 77403      | CC du Provinois           | 11,46            | 812 (2022)                        | 71                 | modifier les données · modifier les données |
| Saint-Hilliers                  | 77414      | CC du Provinois           | 19,13            | 479 (2022)                        | 25                 | modifier les données · modifier les données |
| Saint-Loup-de-Naud              | 77418      | CC du Provinois           | 10,95            | 859 (2022)                        | 78                 | modifier les données · modifier les données |
| Saint-Martin-du-Boschet         | 77424      | CC du Provinois           | 17,06            | 264 (2022)                        | 15                 | modifier les données · modifier les données |
| Saint-Sauveur-lès-Bray          | 77434      | CC de la Bassée - Montois | 6,52             | 355 (2022)                        | 54                 | modifier les données · modifier les données |
| Sainte-Colombe                  | 77404      | CC du Provinois           | 8,16             | 1 778 (2022)                      | 218                | modifier les données · modifier les données |
| Sancy-lès-Provins               | 77444      | CC du Provinois           | 18,21            | 338 (2022)                        | 19                 | modifier les données · modifier les données |
| Savins                          | 77446      | CC de la Bassée - Montois | 6,60             | 604 (2022)                        | 92                 | modifier les données · modifier les données |
| Sigy                            | 77452      | CC de la Bassée - Montois | 4,73             | 70 (2022)                         | 15                 | modifier les données · modifier les données |
| Sognolles-en-Montois            | 77454      | CC de la Bassée - Montois | 10,12            | 365 (2022)                        | 36                 | modifier les données · modifier les données |
| Soisy-Bouy                      | 77456      | CC du Provinois           | 11,34            | 844 (2022)                        | 74                 | modifier les données · modifier les données |
| Sourdun                         | 77459      | CC du Provinois           | 23,33            | 1 515 (2022)                      | 65                 | modifier les données · modifier les données |
| Thénisy                         | 77461      | CC de la Bassée - Montois | 5,37             | 305 (2022)                        | 57                 | modifier les données · modifier les données |
| La Tombe                        | 77467      | CC de la Bassée - Montois | 7,84             | 201 (2022)                        | 26                 | modifier les données · modifier les données |
| Villenauxe-la-Petite            | 77507      | CC de la Bassée - Montois | 20,81            | 453 (2022)                        | 22                 | modifier les données · modifier les données |
| Villeneuve-les-Bordes           | 77509      | CC de la Bassée - Montois | 20,60            | 614 (2022)                        | 30                 | modifier les données · modifier les données |
| Villiers-Saint-Georges          | 77519      | CC du Provinois           | 33,27            | 1 159 (2022)                      | 35                 | modifier les données · modifier les données |
| Villiers-sur-Seine              | 77522      | CC de la Bassée - Montois | 11,37            | 285 (2022)                        | 25                 | modifier les données · modifier les données |
| Villuis                         | 77523      | CC de la Bassée - Montois | 9,26             | 263 (2022)                        | 28                 | modifier les données · modifier les données |
| Vimpelles                       | 77524      | CC de la Bassée - Montois | 11,33            | 521 (2022)                        | 46                 | modifier les données · modifier les données |
| Voulton                         | 77530      | CC du Provinois           | 26,29            | 298 (2022)                        | 11                 | modifier les données · modifier les données |
| Vulaines-lès-Provins            | 77532      | CC du Provinois           | 10,75            | 75 (2022)                         | 7,0                | modifier les données · modifier les données |
| Canton de Provins               | 7718       |                           | 1 050,35         | 57 467 (2022)                     | 55                 | modifier les données                        |

## Démographie

### Démographie avant 2015
| 1962   | 1968   | 1975   | 1982   | 1990   | 1999   | 2006   | 2011   | 2012   |
| ------ | ------ | ------ | ------ | ------ | ------ | ------ | ------ | ------ |
| 16 821 | 18 243 | 19 318 | 19 631 | 20 231 | 20 996 | 21 409 | 22 105 | 22 141 |

### Démographie depuis 2015
En 2022, le canton comptait 57 467 habitants, en évolution de −1,13 % par rapport à 2016 (Seine-et-Marne : +3,92 %, France hors Mayotte : +2,11 %).
| 2013   | 2018   | 2022   |
| ------ | ------ | ------ |
| 57 939 | 57 879 | 57 467 |